# Янтарівка
Янтарівка (рос. Янтаровка) — селище Зеленоградського району, Калінінградської області Росії. Входить до складу Красноторовського сільського поселення.
Населення — 98 осіб (2015 рік).

## Населення
| 2002 | 2010 |
| ---- | ---- |
| 111  | ↘98  |